# Jacques (remorqueur)
Pour les articles homonymes, voir Jacques.
Le Jacques est un remorqueur fluvial de type « guêpe moyenne » construit en 1904 à Creil par le chantier naval de la Société générale de touage et de remorquage.
Il appartient depuis 1996 à l'A.A.M.B (Association des Amis du Musée de la Batellerie).
Le Jacques fait l’objet d’un classement au titre objet des monuments historiques depuis le 5 novembre 1997.

## Histoire
Ce remorqueur en acier riveté, a été commandé par la société Goiffon et Jorre, spécialisée dans les travaux fluviaux et dragage et lancé en 1905.
Son premier moteur était une machine à vapeur type pilon compound à condensation par mélange d'une puissance de 150 ch. Il pouvait consommer jusqu'à 1,5 tonne de charbon par jour. Son moteur d'origine, démonté, est conservé au Musée de la batellerie à Poses dans l'Eure.
En 1959, il est équipé de 2 moteurs diesel à 6 cylindres Baudouin (type DK6) de 150 ch chacun avec lancement pneumatique à bouteilles d'air de 30 kg. Il consommait 60 litres de fuel à l'heure en moyenne.
Le Jacques part pour la Saône, en 1974, pour rejoindre les chantiers G et J. Il revient en Seine dès 1986, et il est désarmé au Port-Marly.
En 1996, il est racheté par l'Association des amis de la batellerie (AAMB) pour subir une restauration. Il est classé monument historique depuis 1997.
Il est amarré à la Halte Patrimoine, quai des Martyrs-de-la-Résistance (face 5), en contrebas du Musée de la batellerie de Conflans-Sainte-Honorine avec un autre bâtiment fluvial, le remorqueur-pousseur Triton 25.